# Brinay (Cher)
Brinay – miejscowość i gmina we Francji, w Regionie Centralnym, w departamencie Cher.
Według danych na rok 1990 gminę zamieszkiwało 546 osób, a gęstość zaludnienia wynosiła 19 osób/km² (wśród 1842 gmin Regionu Centralnego Brinay plasuje się na 648. miejscu pod względem liczby ludności, natomiast pod względem powierzchni na miejscu 369.).